# Rehau (przedsiębiorstwo)

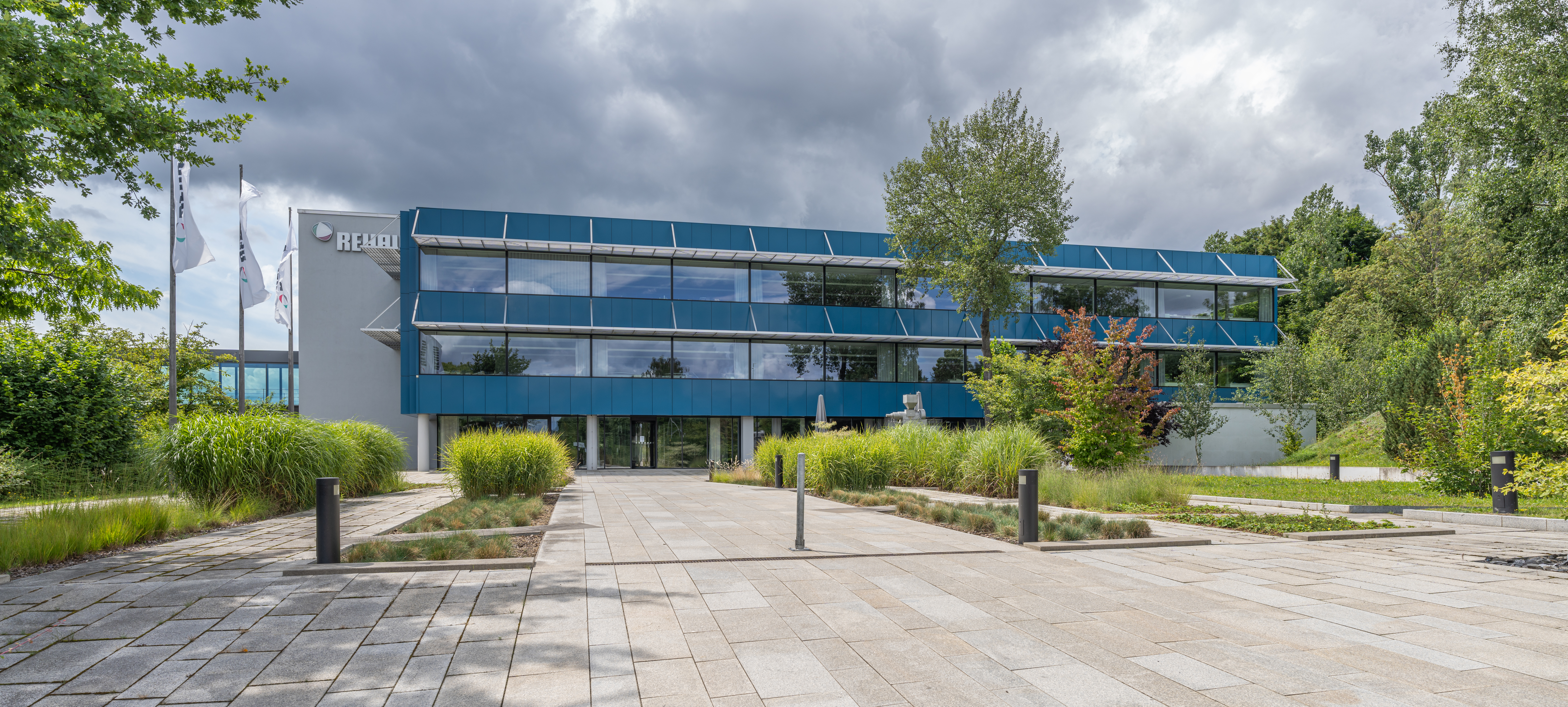
Główna siedziba firmy w Rehau, zwana również Rheniumhaus

Rehau – będące własnością rodzinną przedsiębiorstwo zajmujące się przetwórstwem polimerów, produkujące w obszarach działalności budownictwo, motoryzacja i przemysł. Rehau zatrudnia na całym świecie ponad 15 000 pracowników w ponad 170 zakładach. Siedzibą centrali przedsiębiorstwa dla obszarów działalności motoryzacji i przemysłu jest Rehau w Niemczech, a dla obszaru działalności budownictwo Erlangen. Zarząd grupy Rehau znajduje się w Muri koło Berna w Szwajcarii.
Obrót niemieckiego oddziału Rehau AG + Co w 2006 wyniósł 1,275 miliarda euro, z tego 712 miliony euro przypadało na Niemcy, a 563 miliony euro na zagranicę. Obrót całej grupy nie jest znany, zależnie od źródła jest jednak szacowany na trochę mniej niż dwukrotny obrót oddziału niemieckiego.

## Historia
Helmut Wagner założył przedsiębiorstwo rodzinne w 1948 w Rehau. W 1962 został otwarty pierwszy zakład poza Europą – w Montrealu. W 2000 Helmut Wagner przekazał kierownictwo Rady Nadzorczej swoim synom Jobstowi Wagnerowi i Veitowi Wagnerowi.

## Społeczna odpowiedzialność korporacyjna
Jobst Wagner, prezes grupy Rehau i syn założyciela firmy Helmuta Wagnera, jest współzałożycielem Inicjatywy Przedsiębiorstw Górnej Frankonii. Celem tego związku przedsiębiorców i przedsiębiorstw z północnego wschodu Górnej Frankonii jest promocja regionu jako atrakcyjnego miejsca na inwestycje oraz zintensyfikowanie kontaktów pomiędzy ludnością i przemysłem. Inicjatywa ta wspiera między innymi corocznie odbywający się międzynarodowy festiwal filmowy w Hof.

## Wyróżnienia
- Best Office Award 2006[9]
Wyróżniona nagrodą Best Office Award 2006 w kategorii średnich przedsiębiorstw za nadzwyczaj postępową koncepcję biura. W pomieszczeniach dawnej fabryki porcelany Zeh Scherzer & Co. powstały nowoczesne biura, specjalnie zaprojektowane do przebiegów pracy i wymagań pracowników.
- Najlepszy pracodawca dla inżynierów 2008 (CRF)